# Gilbert Marie N’gbo Aké
Gilbert Marie N’gbo Aké (ur. 8 października 1955 w Abidżanie) – iworyjski profesor i ekonomista, rektor Université Félix Houphouët-Boigny. 5 grudnia 2010 mianowany premierem Wybrzeża Kości Słoniowej przez nieuznawanego przez społeczność międzynarodową prezydenta Laurenta Gbagbo, który ostatecznie został aresztowany 11 kwietnia 2011.

## Życiorys
Gilbert Marie N’gbo Aké urodził się w 1955 w Abidżanie. W 1983 doktoryzował się w zakresie ekonomii matematycznej i ekonometrii na Uniwersytecie w Tuluzie. W 1992 obronił tam również doktorat z dziedziny nauk ekonomicznych. W 1998 uzyskał tytuł profesora. W czasie pracy naukowej wykładał na uniwersytetach w Abidżanie, Dakarze, Jaunde, Duali, Lomé i Grenoble. Jest autorem wielu publikacji naukowych z zakresu ekonomii oraz członkiem licznych organizacji i stowarzyszeń naukowych.
W latach 2001–2007 pełnił funkcję dziekana Wydziału Ekonomii i Zarządzania na Université Félix Houphouët-Boigny, położonym na obrzeżach Abidżanu. W 2010 objął stanowisko rektora uniwersytetu.
5 grudnia 2010 został mianowany przez prezydenta Laurenta Gbagbo premierem Wybrzeża Kości Słoniowej. 7 grudnia 2010 ogłoszony został skład jego gabinetu. 4 grudnia 2010 na stanowisko nowego prezydenta Wybrzeża Kości Słoniowej zaprzysiężony został Laurent Gbagbo, który przegrał wybory prezydenckie z Alassane Ouattarą według wyników ogłoszonych komisję wyborczą, a wygrał według wyników zatwierdzonych przez Radę Konstytucyjną kierowaną przez członka jego partii politycznej. Tego samego dnia odbyło się również zaprzysiężenie Alassane Ouattary, którego za prawomocnego szefa państwa uznała społeczność międzynarodowa. Ouattara na szefa rządu mianował urzędującego Guillaume’a Soro.
Choć wyniki wyborów ogłoszone przez komisję wyborczą zostały oficjalnie uznane przez ONZ, w kompetencji której znajdowało się to uprawnienie, a także inne organizacje międzynarodowe, Laurent Gbagbo odmówił rezygnacji z urzędu. Doprowadziło to do dwuwładzy i kryzysu politycznego w kraju, który pomimo międzynarodowych wysiłków mediacyjnych przerodził się w lutym 2011 w wojnę domową. 11 kwietnia 2011 Laurent Gbagbo został ostatecznie pojmany i aresztowany, co zakończyło także istnienie powołanego przez niego rządu.